# 富山県第1区
富山県第1区（とやまけんだい1く）は、日本の衆議院議員総選挙における選挙区。1994年（平成6年）の公職選挙法改正で設置。

## 区域
2022年（令和4年）公職選挙法改正以降の区域は以下のとおりである。
- 富山市（2005年4月1日付の合併前の旧富山市域）
  - 相生町、綾田町1〜3丁目、青柳、青柳新、赤江町、赤田、秋ヶ島、秋吉、秋吉新町、悪王寺、曙町、朝日、旭町、安住町、愛宕町1・2丁目、荒川、荒川1〜5丁目、荒川新町、荒町、新屋、有沢、有沢新町、粟島町1〜3丁目、安養寺、安養坊、飯野、池多、石金1〜3丁目、石倉町、石坂、石坂新、石坂東町、石田、石屋、泉町1・2丁目、磯部町1〜4丁目、一番町、一本木、稲荷園町、稲荷町1〜4丁目、稲荷元町1〜3丁目、犬島1〜7丁目、犬島新町1・2丁目、今泉、今泉西部町、今泉北部町、今市、今木町、岩瀬赤田町、岩瀬天池町、岩瀬池田町、岩瀬入船町、岩瀬梅本町、岩瀬御蔵町、岩瀬表町、岩瀬古志町、岩瀬諏訪町、岩瀬高畠町、岩瀬天神町、岩瀬萩浦町、岩瀬白山町、岩瀬文化町、岩瀬前田町、岩瀬松原町、岩瀬港町、牛島新町、牛島町、牛島本町1・2丁目、打出、打出新、内幸町、梅沢町1〜3丁目、上野、上野寿町、上野新、上野新町、永楽町、越前町、江本、荏原新町、蛯町、追分茶屋、大井、大泉、大泉北町、大泉中町、大泉東町1・2丁目、大泉本町1・2丁目、大泉町1〜3丁目、大江干、大江干新町、大島1〜4丁目、太田、太田口通り1〜3丁目、於保多町、太田南町、大塚、大塚北、大塚西、大塚東、大塚南、大手町、大場、大町、大宮町、奥井町、奥田寿町、奥田新町、奥田双葉町、奥田本町、奥田町、押上、音羽町1・2丁目、雄山町、海岸通、開発、掛尾栄町、掛尾町、鹿島町1・2丁目、金代、金屋、金山新、金山新北、金山新桜ヶ丘、金山新中、金山新西、金山新東、金山新南、上赤江、上赤江町1・2丁目、上飯野、上飯野新町1〜5丁目、上今町、上熊野、上栄、上庄町、上新保、上千俵町、上布目、上袋、上冨居、上冨居1〜3丁目、上冨居新町、上堀南町、上本町、上八日町、願海寺、北押川、北新町1・2丁目、北代、北代新、北代中部、北代東部、北代北部、北二ツ屋、木場町、経田、経堂、経堂1〜4丁目、経堂新町、経力、金泉寺、銀嶺町、久郷、草島、楠木、窪新町、窪本町、公文名、栗山、呉羽野田、呉羽町、呉羽町北、呉羽町西、黒崎、黒瀬、黒瀬北町1・2丁目、小泉町、興人町、高来、古志町1〜6丁目、小島町、小杉、五艘、小中、小西、五番町、五福、五本榎、駒見、才覚寺、境野新、栄新町、栄町1〜3丁目、坂下新、桜木町、桜谷みどり町1・2丁目、桜橋通り、桜町1・2丁目、山王町、三熊、三番町、七軒町、芝園町1〜3丁目、島田、清水中町、清水町1〜9丁目、清水元町、下赤江、下赤江町1・2丁目、下飯野、下奥井1・2丁目、下熊野、下新北町、下新西町、下新日曹町、下新本町、下新町、下野、下野新、下冨居、下冨居1・2丁目、下堀、城川原1〜3丁目、庄高田、城北町、城村、城村新町、白銀町、新金代1・2丁目、新川原町、新桜町、新庄北町、新庄銀座1〜3丁目、新庄本町1〜3丁目、新庄町、新庄町1〜4丁目、新総曲輪、新千原崎、神通本町1・2丁目、神通町1〜3丁目、新富町1・2丁目、新根塚町1〜3丁目、新冨居、新保、新名、杉瀬、杉谷、砂町、住友町、住吉、住吉町1・2丁目、諏訪川原1〜3丁目、清風町、関、千石町1〜6丁目、千成町、千俵町、総曲輪1〜4丁目、惣在寺、双代町、高木、高木西、高木東、高木南、高島、高園町、高田、高畠町1・2丁目、高屋敷、宝町1・2丁目、田刈屋、館出町1・2丁目、辰尾、辰巳町1・2丁目、田中町1〜5丁目、田尻、田尻西、田尻東、田尻南、田畑、珠泉西町、珠泉東町、手屋、手屋1〜3丁目、太郎丸、太郎丸西町1・2丁目、太郎丸本町1〜4丁目、千歳町1〜3丁目、千原崎、千原崎1・2丁目、茶屋町、中央通り1〜3丁目、中間島、中間島1・2丁目、千代田町、塚原、月岡新、月岡西緑町、月岡東緑町1〜4丁目、月岡町1〜7丁目、月見町1〜7丁目、堤町通り1・2丁目、つばめ野1〜3丁目、鶴ヶ丘町、寺島、寺町、寺町けや木台、天正寺、土居原町、問屋町1〜3丁目、道正、任海、常盤台、常盤町、栃谷、利波、富岡町、友杉、豊丘町、豊川町、豊島町、豊城新町、豊城町、豊田、豊田本町1〜4丁目、豊田町1・2丁目、豊若町1〜3丁目、永久町、中市、中市1・2丁目、長江、長江1〜5丁目、長江新町1〜4丁目、長江東町1〜3丁目、長江本町、長柄町1〜3丁目、中老田、長岡、長岡新、中沖、中川原、中川原新町、中川原台1・2丁目、中島1〜5丁目、中田、中田1〜3丁目、中布目、中野新、中野新町1・2丁目、中冨居、中冨居新町、中屋、流杉、鍋田、南央町、西四十物町、西荒屋、西大泉、西押川、西金屋、西公文名、西公文名町、西山王町、西新庄、西町、西田地方町1〜3丁目、西長江1〜4丁目、西長江本町、西中野本町、西中野町1・2丁目、西野新、西番、西宮町、西二俣、西宮、蜷川、布市、布市新町、布瀬本町、布瀬町、布瀬町1・2丁目、布瀬町南1〜3丁目、布目、布目北、布目西、根塚町1〜4丁目、野口、野口南部、野口北部、野田、野中、野中新、野々上、野町、萩原、蓮町1〜6丁目、旅籠町、畑中、八川、八人町、八ヶ山、八町、八町北、八町中、八町西、八町東、八町南、花園町1〜4丁目、花木、羽根、浜黒崎、林崎、針日、針原中、針原中町、晴海台、東石金町、東岩瀬町、東岩瀬村、東老田、東田地方町1・2丁目、東富山寿町1〜3丁目、東中野町1〜3丁目、東流杉、東町1〜3丁目、日方江、久方町、日之出町、日俣、百塚、鵯島、ひよどり南台、平榎、平岡、開、開ヶ丘、平吹町、福居、冨居栄町、不二越本町1・2丁目、不二越町、藤木、藤木新、藤木新町、藤の木園町、藤の木台1〜3丁目、二口町1〜5丁目、二俣、二俣新町、舟橋今町、舟橋北町、舟橋南町、古鍛冶町、古川、古沢、古寺、文京町1〜3丁目、別名、星井町1〜3丁目、堀、堀川小泉町、堀川小泉町1・2丁目、堀川本郷、堀川町、堀端町、本郷、本郷島、本郷新、本郷西部、本郷中部、本郷東部、本郷北部、本郷町、本町、本丸、牧田、町新、町袋、町村、町村1・2丁目、松浦町、松木、松木新、松若町、丸の内1〜3丁目、三上、水落、水落1丁目、水橋池田舘、水橋池田町、水橋石政、水橋石割、水橋伊勢屋、水橋伊勢領、水橋市江、水橋市田袋、水橋入江、水橋魚躬、水橋大町、水橋沖、水橋肘崎、水橋開発、水橋開発町、水橋鏡田、水橋堅田、水橋金尾、水橋金尾新、水橋金広、水橋上桜木、水橋上砂子坂、水橋川原町、水橋北馬場、水橋狐塚、水橋小池、水橋恋塚、水橋小出、水橋五郎丸、水橋桜木、水橋佐野竹、水橋山王町、水橋下段、水橋柴草、水橋清水堂、水橋下砂子坂、水橋下砂子坂新、水橋常願寺、水橋小路、水橋上条新町、水橋新保、水橋新堀、水橋専光寺、水橋大正、水橋高月、水橋高寺、水橋高堂、水橋舘町、水橋田伏、水橋辻ヶ堂、水橋中馬場、水橋中町、水橋中村、水橋中村町、水橋入部町、水橋畠等、水橋番頭名、水橋平榎、水橋平塚、水橋二杉、水橋二ッ屋、水橋曲淵、水橋町、水橋町袋、水橋的場、水橋柳寺、緑町1・2丁目、湊入船町、南金屋、南栗山、南新町、南田町1・2丁目、南中田、宮尾、宮条、宮園町、宮成、宮成新、宮保、宮町、向新庄、向新庄町1〜8丁目、向川原町、室町通り1・2丁目、明輪町、元町1・2丁目、桃井町1・2丁目、森、森1〜5丁目、森住町、森田、森若町、安田町、安野屋町1〜3丁目、柳町1〜4丁目、八幡、山岸、山室、山室荒屋、山室荒屋新町、山本、山本新、弥生町1・2丁目、八日町、四方、四方荒屋、四方一番町、四方恵比須町、四方北窪、四方新、四方新出町、四方神明町、四方田町、四方西岩瀬、四方二番町、四方野割町、四方港町、横内、横越、吉岡、吉倉、吉作、四ツ葉町、米田、米田すずかけ台1〜3丁目、米田町1〜3丁目、若竹町1〜6丁目[3]

2017年（平成29年）公職選挙法改正から2022年の小選挙区改定までの区域は以下のとおりである。
- 富山市（2005年4月1日付の合併前の旧富山市域）
  - 相生町、綾田町1〜3丁目、青柳、青柳新、赤江町、赤田、秋ヶ島、秋吉、秋吉新町、悪王寺、曙町、朝日、旭町、安住町、愛宕町1・2丁目、荒川、荒川1〜5丁目、荒川新町、荒町、新屋、有沢、有沢新町、粟島町1〜3丁目、安養寺、安養坊、飯野、池多、石金1〜3丁目、石倉町、石坂、石坂新、石坂東町、石田、石屋、泉町1・2丁目、磯部町1〜4丁目、一番町、一本木、稲荷園町、稲荷町1〜4丁目、稲荷元町1〜3丁目、犬島1〜7丁目、犬島新町1・2丁目、今泉、今泉西部町、今泉北部町、今市、今木町、岩瀬赤田町、岩瀬天池町、岩瀬池田町、岩瀬入船町、岩瀬梅本町、岩瀬御蔵町、岩瀬表町、岩瀬古志町、岩瀬諏訪町、岩瀬高畠町、岩瀬天神町、岩瀬萩浦町、岩瀬白山町、岩瀬文化町、岩瀬前田町、岩瀬松原町、岩瀬港町、牛島新町、牛島町、牛島本町1・2丁目、打出、打出新、内幸町、梅沢町1〜3丁目、上野、上野寿町、上野新、上野新町、永楽町、越前町、江本、荏原新町、蛯町、追分茶屋、大井、大泉、大泉北町、大泉中町、大泉東町1・2丁目、大泉本町1・2丁目、大泉町1〜3丁目、大江干、大江干新町、大島1〜4丁目、太田、太田口通り1〜3丁目、於保多町、太田南町、大塚、大塚北、大塚西、大塚東、大塚南、大手町、大場、大町、大宮町、奥井町、奥田寿町、奥田新町、奥田双葉町、奥田本町、奥田町、押上、音羽町1・2丁目、雄山町、海岸通、開発、掛尾栄町、掛尾町、鹿島町1・2丁目、金代、金屋、金山新、金山新北、金山新桜ヶ丘、金山新中、金山新西、金山新東、金山新南、上赤江、上赤江町1・2丁目、上飯野、上飯野新町1〜5丁目、上今町、上熊野、上栄、上庄町、上新保、上千俵町、上布目、上袋、上冨居、上冨居1〜3丁目、上冨居新町、上堀南町、上本町、上八日町、願海寺、北押川、北新町1・2丁目、北代、北代新、北代中部、北代東部、北代北部、北二ツ屋、木場町、経田、経堂、経堂1〜4丁目、経堂新町、経力、金泉寺、銀嶺町、久郷、草島、楠木、窪新町、窪本町、公文名、栗山、呉羽野田、呉羽町、呉羽町北、呉羽町西、黒崎、黒瀬、黒瀬北町1・2丁目、小泉町、興人町、高来、古志町1〜6丁目、小島町、小杉、五艘、小中、小西、五番町、五福、五本榎、駒見、才覚寺、境野新、栄新町、栄町1〜3丁目、坂下新、桜木町、桜谷みどり町1・2丁目、桜橋通り、桜町1・2丁目、山王町、三熊、三番町、七軒町、芝園町1〜3丁目、島田、清水中町、清水町1〜9丁目、清水元町、下赤江、下赤江町1・2丁目、下飯野、下奥井1・2丁目、下熊野、下新北町、下新西町、下新日曹町、下新本町、下新町、下野、下野新、下冨居、下冨居1・2丁目、下堀、城川原1〜3丁目、庄高田、城北町、城村、城村新町、白銀町、新金代1・2丁目、新川原町、新桜町、新庄北町、新庄銀座1〜3丁目、新庄本町1〜3丁目、新庄町、新庄町1〜4丁目、新総曲輪、新千原崎、神通本町1・2丁目、神通町1〜3丁目、新富町1・2丁目、新根塚町1〜3丁目、新冨居、新保、新名、杉瀬、杉谷、砂町、住友町、住吉、住吉町1・2丁目、諏訪川原1〜3丁目、清風町、関、千石町1〜6丁目、千成町、千俵町、総曲輪1〜4丁目、惣在寺、双代町、高木、高木西、高木東、高木南、高島、高園町、高田、高畠町1・2丁目、高屋敷、宝町1・2丁目、田刈屋、館出町1・2丁目、辰尾、辰巳町1・2丁目、田中町1〜5丁目、田尻、田尻西、田尻東、田尻南、田畑、珠泉西町、珠泉東町、手屋、手屋1〜3丁目、太郎丸、太郎丸西町1・2丁目、太郎丸本町1〜4丁目、千歳町1〜3丁目、千原崎、千原崎1・2丁目、茶屋町、中央通り1〜3丁目、中間島、中間島1・2丁目、千代田町、塚原、月岡新、月岡西緑町、月岡東緑町1〜4丁目、月岡町1〜7丁目、月見町1〜7丁目、堤町通り1・2丁目、つばめ野1〜3丁目、鶴ヶ丘町、寺島、寺町、寺町けや木台、天正寺、土居原町、問屋町1〜3丁目、道正、任海、常盤台、常盤町、栃谷、利波、富岡町、友杉、豊丘町、豊川町、豊島町、豊城新町、豊城町、豊田、豊田本町1〜4丁目、豊田町1・2丁目、豊若町1〜3丁目、永久町、中市、中市1・2丁目、長江、長江1〜5丁目、長江新町1〜4丁目、長江東町1〜3丁目、長江本町、長柄町1〜3丁目、中老田、長岡、長岡新、中沖、中川原、中川原新町、中川原台1・2丁目、中島1〜5丁目、中田、中田1〜3丁目、中布目、中野新、中野新町1・2丁目、中冨居、中冨居新町、中屋、流杉、鍋田、南央町、西四十物町、西荒屋、西大泉、西押川、西金屋、西公文名、西公文名町、西山王町、西新庄、西町、西田地方町1〜3丁目、西長江1〜4丁目、西長江本町、西中野本町、西中野町1・2丁目、西野新、西番、西宮町、西二俣、西宮、蜷川、布市、布市新町、布瀬本町、布瀬町、布瀬町1・2丁目、布瀬町南1〜3丁目、布目、布目北、布目西、根塚町1〜4丁目、野口、野口南部、野口北部、野田、野中、野中新、野々上、野町、萩原、蓮町1〜6丁目、旅籠町、畑中、八川、八人町、八ヶ山、八町、八町北、八町中、八町西、八町東、八町南、花園町1〜4丁目、花木、羽根、浜黒崎、林崎、針日、針原中、針原中町、晴海台、東石金町、東岩瀬町、東岩瀬村、東老田、東田地方町1・2丁目、東富山寿町1〜3丁目、東中野町1〜3丁目、東流杉、東町1〜3丁目、日方江、久方町、日之出町、日俣、百塚、鵯島、ひよどり南台、平榎、平岡、開、開ヶ丘、平吹町、福居、冨居栄町、不二越本町1・2丁目、不二越町、藤木、藤木新、藤木新町、藤の木園町、藤の木台1〜3丁目、二口町1〜5丁目、二俣、二俣新町、舟橋今町、舟橋北町、舟橋南町、古鍛冶町、古川、古沢、古寺、文京町1〜3丁目、別名、星井町1〜3丁目、堀、堀川小泉町、堀川小泉町1・2丁目、堀川本郷、堀川町、堀端町、本郷、本郷島、本郷新、本郷西部、本郷中部、本郷東部、本郷北部、本郷町、本町、本丸、牧田、町新、町袋、町村、町村1・2丁目、松浦町、松木、松木新、松若町、丸の内1〜3丁目、三上、水落、水橋池田舘、水橋池田町、水橋石政、水橋石割、水橋伊勢屋、水橋伊勢領、水橋市江、水橋市田袋、水橋入江、水橋魚躬、水橋大町、水橋沖、水橋肘崎、水橋開発、水橋開発町、水橋鏡田、水橋堅田、水橋金尾、水橋金尾新、水橋金広、水橋上桜木、水橋上砂子坂、水橋川原町、水橋北馬場、水橋狐塚、水橋小池、水橋恋塚、水橋小出、水橋五郎丸、水橋桜木、水橋佐野竹、水橋山王町、水橋下段、水橋柴草、水橋清水堂、水橋下砂子坂、水橋下砂子坂新、水橋常願寺、水橋小路、水橋上条新町、水橋新保、水橋新堀、水橋専光寺、水橋大正、水橋高月、水橋高寺、水橋高堂、水橋舘町、水橋田伏、水橋辻ヶ堂、水橋中馬場、水橋中町、水橋中村、水橋中村町、水橋入部町、水橋畠等、水橋番頭名、水橋平榎、水橋平塚、水橋二杉、水橋二ッ屋、水橋曲淵、水橋町、水橋町袋、水橋的場、水橋柳寺、緑町1・2丁目、湊入船町、南金屋、南栗山、南新町、南田町1・2丁目、南中田、宮尾、宮条、宮園町、宮成、宮成新、宮保、宮町、向新庄、向新庄町1〜8丁目、向川原町、室町通り1・2丁目、明輪町、元町1・2丁目、桃井町1・2丁目、森、森1〜5丁目、森住町、森田、森若町、安田町、安野屋町1〜3丁目、柳町1〜4丁目、八幡、山岸、山室、山室荒屋、山室荒屋新町、山本、山本新、弥生町1・2丁目、八日町、四方、四方荒屋、四方一番町、四方恵比須町、四方北窪、四方新、四方新出町、四方神明町、四方田町、四方西岩瀬、四方二番町、四方野割町、四方港町、横内、横越、吉岡、吉倉、吉作、四ツ葉町、米田、米田すずかけ台1〜3丁目、米田町1〜3丁目、若竹町1〜6丁目

2013年（平成25年）公職選挙法改正から2017年の小選挙区改定までの区域は以下のとおりである。
- 富山市（平成の大合併前の旧富山市域：本庁管内）

1994年（平成6年）公職選挙法改正から2013年の小選挙区改定までの区域は以下のとおりである。
- 富山市

## 歴史
小選挙区設置以降、第41回・第42回は、自民党の長勢甚遠と新進党から自由党へ移った広野允士（広野ただし、後に参議院議員に当選）との対決が続き、第43回以降は長勢と民主党の村井宗明との対決構図が続いていた。いずれも、法務大臣も経験した長勢が知名度を生かして勝ち続けていたが、第45回では初めて小選挙区で村井に敗れ、重複立候補していた比例北陸信越ブロックでの復活当選となった。
2012年の第46回では長勢は政界引退を表明、その後継候補となった富山県議会議員出身の新人・田畑裕明が当選した。村井は比例復活も出来ずに落選、村井はその後、政界引退を表明した。
2014年の第47回では、民主党が候補者擁立を見送り、前回無所属で立候補し落選後、維新の党へ入党した吉田豊史が再度立候補するも、田畑が2期連続で当選。吉田も重複立候補していた比例北陸信越ブロックで復活当選した。2017年の第48回では田畑が3期連続当選の一方、吉田は日本維新の会が比例で議席を得られず落選。2021年の第49回では田畑が4期連続当選し、吉田は立憲民主党の候補を超える得票で、維新の獲得した議席によって比例復活した。富山県は地方議会での政務活動費を巡る問題で維新が躍進し、国政でも反映されることとなった。
2024年の第50回では、田畑が政治資金問題で比例名簿非登載となる逆風の中僅差で勝利したが、立憲民主党の新人・山登志浩に比例復活を許した。吉田は維新を除名となり無所属で立候補したが落選した。

## 小選挙区選出議員
| 選挙名                 | 年     | 当選者   | 党派       |
| ---------------------- | ------ | -------- | ---------- |
| 第41回衆議院議員総選挙 | 1996年 | 長勢甚遠 | 自由民主党 |
| 第42回衆議院議員総選挙 | 2000年 | 長勢甚遠 | 自由民主党 |
| 第43回衆議院議員総選挙 | 2003年 | 長勢甚遠 | 自由民主党 |
| 第44回衆議院議員総選挙 | 2005年 | 長勢甚遠 | 自由民主党 |
| 第45回衆議院議員総選挙 | 2009年 | 村井宗明 | 民主党     |
| 第46回衆議院議員総選挙 | 2012年 | 田畑裕明 | 自由民主党 |
| 第47回衆議院議員総選挙 | 2014年 | 田畑裕明 | 自由民主党 |
| 第48回衆議院議員総選挙 | 2017年 | 田畑裕明 | 自由民主党 |
| 第49回衆議院議員総選挙 | 2021年 | 田畑裕明 | 自由民主党 |
| 第50回衆議院議員総選挙 | 2024年 | 田畑裕明 | 自由民主党 |

## 選挙結果
時の内閣：第1次石破内閣 解散日：2024年10月9日 公示日：2024年10月15日
当日有権者数：26万3989人 最終投票率：51.66%（前回比：0.77%） （全国投票率：53.85%（2.08%））
| 当落 | 候補者名 | 年齢 | 所属党派     | 新旧 | 得票数   | 得票率 | 惜敗率 | 推薦・支持 | 重複 |
| ---- | -------- | ---- | ------------ | ---- | -------- | ------ | ------ | ---------- | ---- |
| 当   | 田畑裕明 | 51   | 自由民主党   | 前   | 45,917票 | 35.09% | ――     | 公明党推薦 |      |
| 比当 | 山登志浩 | 44   | 立憲民主党   | 新   | 45,179票 | 34.52% | 98.39% |            | ○    |
|      | 吉田豊史 | 54   | 無所属       | 前   | 19,870票 | 15.18% | 43.27% |            | ×    |
|      | 淺岡弘彦 | 61   | 日本維新の会 | 新   | 12,995票 | 9.93%  | 28.30% |            | ○    |
|      | 青山了介 | 49   | 日本共産党   | 新   | 6,903票  | 5.27%  | 15.03% |            |      |

時の内閣：第1次岸田内閣 解散日：2021年10月14日 公示日：2021年10月19日
当日有権者数：26万7782人 最終投票率：52.43%（前回比：4.24%） （全国投票率：55.93%（2.25%））
| 当落 | 候補者名 | 年齢 | 所属党派     | 新旧 | 得票数   | 得票率 | 惜敗率 | 推薦・支持 | 重複 |
| ---- | -------- | ---- | ------------ | ---- | -------- | ------ | ------ | ---------- | ---- |
| 当   | 田畑裕明 | 48   | 自由民主党   | 前   | 71,696票 | 51.78% | ――     | 公明党推薦 | ○    |
| 比当 | 吉田豊史 | 51   | 日本維新の会 | 元   | 45,411票 | 32.79% | 63.34% |            | ○    |
|      | 西尾政英 | 60   | 立憲民主党   | 新   | 14,563票 | 10.52% | 20.31% |            | ○    |
|      | 青山了介 | 46   | 日本共産党   | 新   | 6,800票  | 4.91%  | 9.48%  |            |      |

時の内閣：第3次安倍第3次改造内閣 解散日：2017年9月28日 公示日：2017年10月10日
当日有権者数：26万8576人 最終投票率：48.19%（前回比：1.72%） （全国投票率：53.68%（1.02%））
| 当落 | 候補者名 | 年齢 | 所属党派     | 新旧 | 得票数   | 得票率 | 惜敗率 | 推薦・支持   | 重複 |
| ---- | -------- | ---- | ------------ | ---- | -------- | ------ | ------ | ------------ | ---- |
| 当   | 田畑裕明 | 44   | 自由民主党   | 前   | 74,876票 | 59.16% | ――     | 公明党推薦   | ○    |
|      | 吉田豊史 | 47   | 日本維新の会 | 前   | 38,219票 | 30.20% | 51.04% | 希望の党推薦 | ○    |
|      | 青山了介 | 42   | 日本共産党   | 新   | 13,471票 | 10.64% | 17.99% |              |      |

時の内閣：第2次安倍改造内閣 解散日：2014年11月21日 公示日：2014年12月2日
当日有権者数：26万2560人 最終投票率：46.47%（前回比：9.83%） （全国投票率：52.66%（6.66%））
| 当落 | 候補者名 | 年齢 | 所属党派   | 新旧 | 得票数   | 得票率 | 惜敗率 | 推薦・支持 | 重複 |
| ---- | -------- | ---- | ---------- | ---- | -------- | ------ | ------ | ---------- | ---- |
| 当   | 田畑裕明 | 41   | 自由民主党 | 前   | 70,085票 | 58.83% | ――     | 公明党推薦 | ○    |
| 比当 | 吉田豊史 | 44   | 維新の党   | 新   | 39,249票 | 32.95% | 56.00% |            | ○    |
|      | 高橋渡   | 51   | 日本共産党 | 新   | 9,795票  | 8.22%  | 13.98% |            |      |

時の内閣：野田第3次改造内閣 解散日：2012年11月16日 公示日：2012年12月4日 最終投票率：56.30% （全国投票率：59.32%（9.96%））
| 当落 | 候補者名 | 年齢 | 所属党派   | 新旧 | 得票数   | 得票率 | 惜敗率 | 推薦・支持                   | 重複 |
| ---- | -------- | ---- | ---------- | ---- | -------- | ------ | ------ | ---------------------------- | ---- |
| 当   | 田畑裕明 | 39   | 自由民主党 | 新   | 70,268票 | 48.55% | ――     | 公明党推薦                   | ○    |
|      | 村井宗明 | 39   | 民主党     | 前   | 43,072票 | 29.76% | 61.30% |                              | ○    |
|      | 吉田豊史 | 42   | 無所属     | 新   | 24,370票 | 16.84% | 34.68% | 日本維新の会、みんなの党推薦 | ×    |
|      | 山田哲男 | 65   | 日本共産党 | 新   | 7,023票  | 4.85%  | 9.99%  |                              |      |

時の内閣：麻生内閣 解散日：2009年7月21日 公示日：2009年8月18日 （全国投票率：69.28%（1.77%））
| 当落 | 候補者名   | 年齢 | 所属党派   | 新旧 | 得票数   | 得票率 | 惜敗率 | 推薦・支持 | 重複 |
| ---- | ---------- | ---- | ---------- | ---- | -------- | ------ | ------ | ---------- | ---- |
| 当   | 村井宗明   | 36   | 民主党     | 前   | 90,377票 | 49.91% | ――     |            | ○    |
| 比当 | 長勢甚遠   | 65   | 自由民主党 | 前   | 82,040票 | 45.31% | 90.78% |            | ○    |
|      | 佐伯めぐみ | 28   | 日本共産党 | 新   | 6,974票  | 3.85%  | 7.72%  |            | ○    |
|      | 吉田かをる | 54   | 幸福実現党 | 新   | 1,684票  | 0.93%  | 1.86%  |            |      |

時の内閣：第2次小泉改造内閣 解散日：2005年8月8日 公示日：2005年8月30日 （全国投票率：67.51%（7.65%））
| 当落 | 候補者名 | 年齢 | 所属党派   | 新旧 | 得票数   | 得票率 | 惜敗率 | 推薦・支持 | 重複 |
| ---- | -------- | ---- | ---------- | ---- | -------- | ------ | ------ | ---------- | ---- |
| 当   | 長勢甚遠 | 61   | 自由民主党 | 前   | 88,840票 | 52.31% | ――     |            | ○    |
| 比当 | 村井宗明 | 32   | 民主党     | 前   | 71,072票 | 41.85% | 80.00% |            | ○    |
|      | 山田哲男 | 57   | 日本共産党 | 新   | 9,919票  | 5.84%  | 11.17% |            |      |

時の内閣：第1次小泉第2次改造内閣 解散日：2003年10月10日 公示日：2003年10月28日 （全国投票率：59.86%（2.63%））
| 当落 | 候補者名 | 年齢 | 所属党派   | 新旧 | 得票数   | 得票率 | 惜敗率 | 推薦・支持 | 重複 |
| ---- | -------- | ---- | ---------- | ---- | -------- | ------ | ------ | ---------- | ---- |
| 当   | 長勢甚遠 | 60   | 自由民主党 | 前   | 76,154票 | 55.50% | ――     |            | ○    |
| 比当 | 村井宗明 | 30   | 民主党     | 新   | 51,306票 | 37.39% | 67.37% |            | ○    |
|      | 山田哲男 | 56   | 日本共産党 | 新   | 9,764票  | 7.12%  | 12.82% |            |      |

時の内閣：第1次森内閣 解散日：2000年6月2日 公示日：2000年6月13日 （全国投票率：62.49%（2.84%））
| 当落 | 候補者名 | 年齢 | 所属党派   | 新旧 | 得票数   | 得票率 | 惜敗率 | 推薦・支持 | 重複 |
| ---- | -------- | ---- | ---------- | ---- | -------- | ------ | ------ | ---------- | ---- |
| 当   | 長勢甚遠 | 56   | 自由民主党 | 前   | 66,576票 | 42.92% | ――     |            | ○    |
|      | 広野允士 | 57   | 自由党     | 元   | 40,366票 | 26.03% | 60.63% |            | ○    |
|      | 高木睦子 | 56   | 社会民主党 | 新   | 20,212票 | 13.03% | 30.36% |            | ○    |
|      | 原田貢彰 | 31   | 民主党     | 新   | 17,239票 | 11.11% | 25.89% |            | ○    |
|      | 火爪弘子 | 45   | 日本共産党 | 新   | 10,707票 | 6.90%  | 16.08% |            |      |

- 広野は第19回参議院議員通常選挙に比例区から立候補し、当選。

時の内閣：第1次橋本内閣 解散日：1996年9月27日 公示日：1996年10月8日 （全国投票率：59.65%（8.11%））
| 当落 | 候補者名   | 年齢 | 所属党派   | 新旧 | 得票数   | 得票率 | 惜敗率 | 推薦・支持 | 重複 |
| ---- | ---------- | ---- | ---------- | ---- | -------- | ------ | ------ | ---------- | ---- |
| 当   | 長勢甚遠   | 53   | 自由民主党 | 前   | 55,580票 | 35.49% | ――     |            | ○    |
|      | 広野允士   | 53   | 新進党     | 前   | 47,515票 | 30.34% | 85.49% |            |      |
|      | 野上徹     | 58   | 無所属     | 元   | 25,506票 | 16.29% | 45.89% |            | ×    |
|      | 高木睦子   | 55   | 民主党     | 新   | 19,918票 | 12.72% | 35.84% |            | ○    |
|      | 岡田美乃利 | 51   | 日本共産党 | 新   | 8,101票  | 5.17%  | 14.58% |            |      |